# Francesc Julià Ventura
Francesc Julià Ventura (nacido en 1900 en Sabadell, España) fue un pintor catalán del siglo XX.

## Reseña biográfica
Activo durante el siglo XX (especialmente las décadas de los 60-70) fue conocido en la región por sus paisajes y escenas urbanas realistas, como vistas de Barcelona y París, paisajes rurales o pueblos de montaña. Sus obras están principalmente compuestas en óleo sobre lienzo.